# 1854 en musique
| \| • Retour à la chronologie générale de la musique populaire • \| |
| XXIe siècle • XXe siècle • XIXe siècle • XVIIIe siècle XVIIe siècle • XVIe siècle • XVe siècle • XIVe siècle XIIIe siècle • XIIe siècle • XIe siècle • Xe siècle IXe siècle • VIIIe siècle • Haut Moyen Âge • Rome • Grèce |
| • Retour à la chronologie générale de la musique populaire • |

| • Retour à la chronologie générale de la musique populaire • |

| Années de la musique populaire : 1851 - 1852 - 1853 - 1854 - 1855 - 1856 - 1857    |
| Décennies de la musique populaire : 1820 - 1830 - 1840 - 1850 - 1860 - 1870 - 1880 |

## Événements et œuvres
- Frédéric Bérat, Les Nouvelles de Paris, chanson.

## Naissances
- 6 novembre : John Philip Sousa, militaire et compositeur américain, auteur de nombreuses marches militaires, qui a donné son nom au sousaphone, mort en 1932

- Date précise inconnue :
- François Sarre, compositeur français, qui harmonise de nombreux chants traditionnels limousins († 1942).